# 大山神社 (白岡市)
大山神社（おおやまじんじゃ）は、埼玉県白岡市の神社。

## 歴史
安土桃山時代に創建された。菖蒲城の城主佐々木秀綱（南北朝時代の佐々木道誉の子で守護大名の同名の人物とは別人）が諏訪神社と八幡神社の両社を祀ったものという。近くの正泉寺が別当寺であった。佐々木氏の没落後、神社が荒れたため、当地を所領としていた旗本の天野康寛が社殿等を整備をしている。
1873年（明治6年）、近代社格制度に基づく「村社」に列せられた。1944年（昭和19年）、当時の大山村にちなみ、「大山神社」に改称された。しかし、大山村は1954年（昭和29年）に分村合併し、地名自体が消滅したことから、「大山神社」という名称の定着は今一つであり、白岡市や白岡市観光協会でも当社を「柴山諏訪八幡神社」として紹介している。

## 文化財
- 柴山諏訪八幡神社の奉納絵馬（白岡市指定文化財 昭和55年11月1日指定）[3]

## 交通アクセス
- 路線バス上平野停留所より徒歩20分。